# Лилеев, Михаил Иванович
Михаи́л Ива́нович Лиле́ев (8 [20] ноября 1849, Никольское, Ярославская губерния — 27 ноября [10 декабря] 1911, Нежин, Черниговская губерния) — церковный историк, педагог, Нежинский городской голова в 1904—1908 годах.

## Биография
Родился 8 (20) ноября 1849 года в селе Никольское Даниловского уезда Ярославской губернии (ныне Даниловский район Ярославской области) в семье сельского священника Ярославской епархии.
Образование получил в Ярославской духовной семинарии и Киевской духовной академии; с 27 июня 1874 года был назначен преподавателем Черниговской духовной семинарии.
В 1878 году переехал в Нежин, где с 17 ноября был преподавателем педагогики в Историко-филологическом институте князя Безбородко; через некоторое время стал преподавать в нём и русскую историю.
В 1895 году защитил в университете Святого Владимира диссертацию «Из истории раскола на Ветке и в Стародубье XVII—XVIII вв.», за которую был удостоен степени магистра русской истории, а Общество истории и древностей российских при Московском университете удостоило его Карповской премии. В 1878—1899 годах занимал в Нежинском институте должность наставника студентов, также исполнял обязанности библиотекаря (1883—1897) и члена правления (1892—1899) института.
Опубликовал более 15 работ по истории. Кроме того, помещал историко-литературные материалы и библиографические заметки в журналах «Русская старина», «Киевская старина», «Вестник славянства» и других. Состоял членом Киевского исторического общества, Общества истории и древностей российских (с 1879), а также Исторического общества Нестора-летописца (с 1879). В 1894 году стал одним из основателей Историко-филологического общества при Нежинском институте, состоял его секретарём. В 1898 году начал самостоятельные исследования курганов Нежинского и Остерского уездов, провел раскопки в шестнадцати из них.
В 1904 году был избран Нежинским городским головой и состоял в этой должности четыре года.
Был награждён орденами Св. Станислава 3-й ст.(1878) и Св. Анны 3-й ст. (1893), Св. Станислава 2-й ст. (1896), Св. Анны 2-й ст. (1906).
Имел четырёх сыновей (1877, 1878, 1880, 1881 г.рожд.) и двух дочерей (1883 и 1887 г. рожд.). В 1906 году получил чин статского советника.
Умер 27 ноября 1911 года[по какому календарю?] в Нежине (по другим данным — в 1913 году).

## Сочинения
- Краткий исторический очерк царствования Александра I. — Чернигов, 1877.
- Подробное описание рукописных сочинений Юрьевского архимандрита Фотия, хранящихся в Черниговской семинарской библиотеке. — Москва, 1880.
- Описание рукописей, хранящихся в библиотеке Черниговской духовной семинарии. — Санкт-Петербург, 1880.
- Из начальной истории раскола в Стародубье. — Киев, 1889.
- Новые материалы для истории раскола на Ветке и в Стародубье XVII—XVIII вв. — Киев, 1893.
- Церковно-государственное служение русской земле преп. Сергия и основанной им обители. — Киев, 1893.
- К вопросу об авторе «Путешествия во Св. землю» 1701—1703 гг. московском священнике Иоанне Лукьянове или старце Леонтии. — Киев, 1894.
- Из истории раскола на Ветке и в Стародубье XVII—XVIII вв. — Киев, 1895.
- Очерк миссионерских мер по обращению в православие стародубских и черниговских раскольников до времен Екатерины II. — Чернигов, 1895.
- Из истории поповщинского раскола. — Киев, 1915.